# 벨 AH-1Z 바이퍼
벨 AH-1Z 바이퍼(Bell AH-1Z Viper)는 미국 벨 헬리콥터가 개발한 쌍발 엔진 공격 헬리콥터이다. 해병대용으로서, 벨 AH-1W 슈퍼코브라를 기초로 개발되었다. "줄루 코브라"라고도 부른다.

## 역사
1996년 미국 해병대는 "H-1 업그레이드 계획"을 세웠다. 벨 헬리콥터사와 계약해 UH-1N 100대를 UH-1Y로 교체하고, AH-1W 슈퍼코브라 공격헬기 180대를 AH-1Z로 교체하기로 했다. UH-1Y 수송헬기와 AH-1Z 공격헬기는 엔진, 로터 시스템, 항법장비, 소프트웨어, 디스플레이 등 84% 이상의 부품을 같이 사용한다. 가격도 대당 300억원으로 같다.

## 대한민국
2012년 한국 국방부는 육군 공격 헬리콥터 공개입찰을 하였다. 벨 AH-1Z 바이퍼, AH-64 아파치, TAI T-129가 입찰했으며, 가장 대형인 AH-64 아파치가 낙찰되었다. 한국형 공격헬기 사업 참조
- TAI T-129,  튀르키예, 최대이륙중량 5톤
- 벨 AH-1Z 바이퍼,  미국, 최대이륙중량 8.4톤
- AH-64 아파치,  미국, 최대이륙중량 10톤

2018년 1월, 대한민국 해병대는 중기계획으로 공격헬기대대 창설을 추진한다. 해병대는 성능이 검증된 아파치나 바이퍼의 도입을 원하고 있다.

## 사용국가
- 미국
- 파키스탄
- 방글라데시

## 제원 (AH-1Z)
정보의 출처: Bell Specifications, The International Directory of Military Aircraft, 2002–2003, Modern Battlefield Warplanes
일반 특성
- 승무원: 2명 조종사, 부조종사 겸 사수
- 용량: 6,661 lb (3,021 kg)
- 길이: 58 ft 3 in (17.8 m)
- 로터직경: 48 ft (14.6 m)
- 높이: 14 ft 4 in (4.37 m)
- 원판면적: 1,808 ft² (168.0 m²)
- 공허중량: 12,300 lb (5,580 kg)
- 유효탑재량: 5,764 lb (2,620 kg)
- 최대이륙중량: 18,500 lb (8,390 kg)
- 엔진: 2× 제너럴 일렉트릭 T700-GE-401C turboshaft, 1,800 shp (1,340 kW)  각각
- Rotor systems: 4 blades on main rotor, 4 blades on tail rotor

성능
- 초과금지속도: 222 knots (255 mph, 411 km/h) in a dive
- 최대속도: 160 kn (184 mph, 290 km/h)
- 순항속도: 143 kn (164.66 mph, 265 km/h)
- 항속거리: 370 nmi (426 mi, 685 km)
- 전투행동반경: 125 nmi (144 mi, 231 km) with 2,500 lb (1,130 kg) payload
- 상승한도: 20,000+ ft (6,000+ m)
- 상승률: 2,790 ft/min (14.2 m/s)

무장
- 기관포: 1 × 20 mm (0.787 in) M197 3-barreled Gatling cannon in the A/A49E-7 turret (750 round ammo capacity)
- 무기장착점: 6개 무기장착점
- 로켓: 2.75 in (70 mm) 히드라 70 또는 APKWS II[6] 로켓포 – LAU-68C/A (7발) 또는 LAU-61D/A (19발) 발사대
- 미사일: 

  - AIM-9 사이드와인더 공대공 미사일 – 좌우 각 1발
  - AGM-114 헬파이어 공대지 미사일 – 최대 16발, 좌우 각 2개씩 4연장 M272 미사일 발사대

## 같이 보기
- YAH-63
- IAIO 투판
- HAL 프라찬드
- 카모프 Ka-50